# Meldal
Meldal er en tidligere kommune i Trøndelag fylke i Norge. Ved kommunereformen i Norge 2020 blev den  sammen med  Orkdal, Agdenes og  en del af Snillfjord kommune (Krokstadøra) lagt sammen  til den nye Orkland kommune. Meldal grænser i nord til Orkdal, i øst til Melhus og Midtre Gauldal, i syd til Rennebu og i vest til Rindal.

## Geografi
Navnet Meldal kommer af «midt i dalen» – Medal'n – som også er den lokale udtale af navnet. En person bosat i Meldal kaldes "Medaling".
Meldal er en del af Orkladalen, og lakseelven Orkla løber gennem kommunen.

## Samfund
Kommunen har fire byer ; Meldal, Løkken Værk, Storås og Å. Løkken Værk er den største by, mens kommunecenteret er Meldal.

## Erhvervsliv
Landbrug er et vigtigt erhverv i kommunen, med store gårde efter norsk målestok. Kommunen har 3.140 hektar dyrket areal og cirka 150 gårde (2005); der er et produktivt skovareal på 16.950 hektar.
Meldal har cirka 1.200 hytter. Resdalen ved Trollheimen, og Hulsjøområdet ved foden af Igelfjellet, er populære områder. Et yndet turmål er Resfjellet (1.161 moh).

## Historie
Løkken Gruber ligger i Meldal kommune. Malmforekomsten ved Løkken var oprindelig på omtrent 30 millioner ton, og var den største forekomst af kobberholdig svovlkis som er fundet i Norge. Malmåren strækker sig 4 km gennem fjeldet, og går ned i 1.070 meters dybde i den vestlige ende. Det var grubedrift i området fra 1654 til 1987. Frem til 1844 foregik driften med udsmeltning af kobbermalm. I 1851 blev driften omlagt til kisdrift hvor kisen der blev eksporteret hovedsagelig var råstof for svovlsyreproduktion. I perioden 1931-1962 blev der produceret svovl og efter "Orkla-prosessen" af kobberholdig kis. Denne virksomhed foregik i smelteverket i Thamshavn. Fra 1974 og fram til nedlæggelsen i 1987 blev der produceret kobber- og zink-koncentrater på Løkken Værk.

## Seværdigheder
Thamshavnbanen gik fra Løkken Værk i Meldal og ned til Trondheimsfjorden i Orkdal kommune.Den er nu nedlagt, men en mindre strækning er genåbnet som museumsbane.
Vålåskaret er Norges første fredede sæterejendom (1967) og ligger i den nordøstlige del af Trollheimen i Resdalen.

## Kultur
Meldalssangen, "Me'dalen – bygda mi" skrevet af Olav Krog, er af NRK kåret til Norges længste bygdesang, med hele 75 vers!
Storåsfestivalen arrangeres i Meldal kommune.

## Idræt
Kløvsteinbakken ligger i Meldal, det er en K105-meters skihopbakke hvor der er arrangeret ikke mindre end 13 Norgesmesterskaber, flere E Cup- og en World Cup-konkurrencer.